# Olinto Cristina
Olinto Cristina (Firenze, 5 febbraio 1888 – Roma, 17 giugno 1962) è stato un attore e doppiatore italiano.

## Biografia
Figlio degli attori Raffaello Cristina e Cesira Sabbatini, inizia la carriera teatrale quand'è ancora bambino, recitando nella compagnia di Tina Di Lorenzo e Flavio Andò. In seguito, dopo essersi diplomato alla scuola tecnica e aver preso parte alla prima guerra mondiale, fa parte delle migliori compagnie di prosa, da quella di Armando Falconi a quella di Ruggeri, di Emma Gramatica, di Gandusio, di Zacconi, dello Stabile di Roma, di Almirante. Entra poi nel Compagnia degli Spettacoli Gialli diretto da Romano Calò specializzandosi in ruoli di "brillante" e di "promiscuo".
Nel cinema esordisce piuttosto tardi, nel periodo del sonoro, in un film prodotto dalla nuova Cines, apparendo successivamente in una numerosa quantità di pellicole, sempre in parti di caratterista, ma spesso in ruoli di terzo o quarto piano. Svolge anche una notevole attività radiofonica ed è uno dei più quotati attori del doppiaggio, prestando la sua voce a svariati attori tra i quali Edward Everett Horton, Lionel Barrymore, Frank Morgan, Alan Hale e Thomas Mitchell. Per la Disney, diede la voce a Dotto in Biancaneve e i sette nani (doppiaggio del 1938) e all'amico Gufo in Bambi (doppiaggio del 1948).
Nel 1956 è tra gli interpreti principali della prima edizione in Italia de Il crogiuolo di Arthur Miller messa in scena da Luchino Visconti e successivamente recita accanto a Elsa Merlini al Teatro delle Arti di Roma. Svolge anche una discreta attività televisiva apparendo nell'originale Lo scialle diretto da Silverio Blasi (1956), negli sceneggiato televisivo Il dottor Antonio diretto da Alberto Casella (1954), Il romanzo di un giovane povero e Piccolo mondo antico diretti entrambi da Blasi nel 1957. Appare inoltre ne La casa delle sette torri di Morandi (1959) e fa parte del nutrito cast de La Pisana da Nievo diretto da Vaccari nel 1960. È inoltre interprete anche della prima edizione televisiva de Il gabbiano di Čechov (1957) e di "Platonov e altri", dello stesso autore, per la regia di Giorgio Strehler (1959).
Sposato con l'attrice Augusta Petoni, era fratello minore di Ines Cristina Zacconi, Ada Cristina Almirante e Jone Frigerio, tutte e tre attrici di teatro.
Morì il 17 giugno 1962 a 74 anni. Riposa presso il Cimitero del Verano.

## Filmografia

### Cinema

Olinto Cristina nel film Anni difficili (1948)

- Pergolesi, regia di Guido Brignone (1932)
- Il treno delle 21,15, regia di Amleto Palermi (1933)
- Creature della notte, regia di Amleto Palermi (1934)
- Tenebre, regia di Guido Brignone (1934)
- Darò un milione, regia di Mario Camerini (1935)
- Re burlone, regia di Enrico Guazzoni (1935)
- Passaporto rosso, regia di Guido Brignone (1935)
- Ginevra degli Almieri, regia di Guido Brignone (1935)
- Una donna tra due mondi (Die Liebe des Maharadscha), regia di Goffredo Alessandrini e Arthur Maria Rabenalt (1936)
- Amazzoni bianche, regia di Gennaro Righelli (1936)
- Pensaci, Giacomino!, regia di Gennaro Righelli (1936)
- L'albero di Adamo, regia di Mario Bonnard (1936)
- Lo squadrone bianco, regia di Augusto Genina (1936)
- Vivere!, regia di Guido Brignone (1937)
- Il Corsaro Nero, regia di Amleto Palermi (1937)
- Il dottor Antonio, regia di Enrico Guazzoni (1937)
- Scipione l'Africano, regia di Carmine Gallone (1937)
- Felicita Colombo, regia di Mario Mattoli (1937)
- Chi è più felice di me!, regia di Guido Brignone (1938)
- L'allegro cantante, regia di Gennaro Righelli (1938)
- I figli del marchese Lucera, regia di Amleto Palermi (1938)
- Duetto vagabondo, regia di Guglielmo Giannini (1938)
- Giuseppe Verdi, regia di Carmine Gallone (1938)
- Due occhi per non vedere, regia di Gennaro Righelli (1939)
- Diamanti, regia di Corrado D'Errico (1939)
- Piccolo hotel, regia di Piero Ballerini (1939)
- Cose dell'altro mondo, regia di Nunzio Malasomma (1939)
- Ricchezza senza domani, regia di Ferdinando Maria Poggioli (1939)
- Dora Nelson, regia di Mario Soldati (1939)
- Ho visto brillare le stelle, regia di Enrico Guazzoni (1939)
- Ultima fiamma (La última falla), regia di Benito Perojo (1940)
- Le educande di Saint-Cyr, regia di Gennaro Righelli (1940)
- Piccolo re, regia di Redo Romagnoli (1940)
- Le sorprese del vagone letto, regia di Gian Paolo Rosmino (1940)
- Vento di milioni, regia di Dino Falconi (1940)
- Scarpe grosse, regia di Dino Falconi (1940)
- Antonio Meucci (Il mago di Clifton), regia di Enrico Guazzoni (1940)
- Il segreto di Villa Paradiso, regia di Domenico Gambino (1940)
- Centomila dollari, regia di Mario Camerini (1940)
- Amore di ussaro, regia di Luis Marquina (1940)
- Fortuna, regia di Max Neufeld (1940)
- La prima donna che passa, regia di Max Neufeld (1940)
- La canzone rubata, regia di Max Neufeld (1941)
- Il bazar delle idee, regia di Marcello Albani (1941)
- La forza bruta, regia di Carlo Ludovico Bragaglia (1941)
- L'elisir d'amore, regia di Amleto Palermi (1941)
- Caravaggio, il pittore maledetto, regia di Goffredo Alessandrini (1941)
- Notte di fortuna, regia di Raffaello Matarazzo (1941)
- Ridi pagliaccio, regia di Camillo Mastrocinque (1941)
- I promessi sposi, regia di Mario Camerini (1941)
- Divieto di sosta, regia di Marcello Albani (1942)
- Le signorine della villa accanto, regia di Gian Paolo Rosmino (1942)
- Una storia d'amore, regia di Mario Camerini (1942)
- Il nostro prossimo, regia di Gherardo Gherardi e Aldo Rossi (1943)
- Principessina, regia di Tullio Gramantieri (1943)
- I bambini ci guardano, regia di Vittorio De Sica (1943)
- Nessuno torna indietro, regia di Alessandro Blasetti (1943)
- Silenzio, si gira!, regia di Carlo Campogalliani (1943)
- Addio, amore!, regia di Gianni Franciolini (1943)
- In cerca di felicità, regia di Giacomo Gentilomo (1943)
- Il diavolo va in collegio, regia di Jean Boyer (1943)
- Non canto più, regia di Riccardo Freda (1945)
- L'innocente Casimiro, regia di Carlo Campogalliani (1945)
- Biraghin, regia di Carmine Gallone (1946)
- Un uomo ritorna, regia di Max Neufeld (1946)
- Uno tra la folla, regia di Ennio Cerlesi e Piero Tellini (1946)
- Voglio bene soltanto a te!, regia di Giuseppe Fatigati (1946)
- Gli uomini sono nemici, regia di Ettore Giannini (1948)
- Anni difficili, regia di Luigi Zampa (1948)
- Due sorelle amano, regia di Jacopo Comin (1950)
- Santo disonore, regia di Guido Brignone (1950)
- Romanzo d'amore , regia di Duilio Coletti (1950)
- Il sentiero dell'odio, regia di Sergio Grieco (1950)
- La folla, regia di Silvio Laurenti Rosa (1951)
- Operazione Mitra, regia di Giorgio Cristallini (1951)
- Core 'ngrato, regia di Guido Brignone (1951)
- La vendetta di una pazza, regia di Pino Mercanti (1951)
- L'eterna catena, regia di Anton Giulio Majano (1952)
- Il cappotto, regia di Alberto Lattuada (1952)
- Ragazze da marito, regia di Eduardo De Filippo (1952)
- Noi peccatori, regia di Guido Brignone (1953)
- Non è mai troppo tardi, regia di Filippo Walter Ratti (1953)
- Canto per te, regia di Marino Girolami (1953)
- Torna!, regia di Raffaello Matarazzo (1953)
- La schiava del peccato, regia di Raffaello Matarazzo (1954)
- L'ultima violenza, regia di Raffaello Matarazzo (1957)

### Televisione
- Il dottor Antonio, regia di Alberto Casella (1954)
- Lo scialle, regia di Silverio Blasi (1956)
- Il romanzo di un giovane povero, regia di Silverio Blasi (1957)
- Viaggio verso l'ignoto, di Sutton Vane, regia di Daniele D'Anza, trasmessa il 29 marzo 1957
- Piccolo mondo antico, regia di Silverio Blasi (1957)
- Il gabbiano, regia di Mario Ferrero (1957)
- La casa delle sette torri, regia di Guglielmo Morandi (1959)
- Il costruttore Sollness di Henrik Ibsen, regia di Mario Ferrero, 1º aprile 1960.
- La Pisana, regia di Giacomo Vaccari - miniserie TV (1960)
- La pecora bianca, commedia di L. Du Garde Peach e Ian Hay, regia di Leonardo Cortese, trasmessa il 1 luglio 1962

Olinto Cristina nel 1961

## Prosa radiofonica

### EIAR
- Il testimone silenzioso di Jacques de Leon e Jacques Célestin, regia di Romano Calò, trasmessa il 26 febbraio 1933
- Chiaro di luna in Olanda, commedia di Alessandro De Stefani, regia di Guglielmo Morandi, trasmessa il 2 gennaio 1939
- Fotografie, commedia di Memo Padovini, regia di Guglielmo Morandi, trasmessa il 31 gennaio 1939
- Anche a Chicago nascono le violette, commedia di Buzzichini e Casella, regia di Guglielmo Morandi, trasmessa il 8 marzo 1939

### Rai
- Una moglie per Giasone di Enzo Maurri, regia di Nino Meloni, trasmessa il 23 giugno 1956
- Ricorda con rabbia, di John Osborne, regia di Giancarlo Sbragia, trasmessa il 17 febbraio 1959
- La tentazione di Benno Meyer-Wehlack, regia di Paolo Giuranna, trasmessa il 21 luglio 1961
- Nozze di sangue di Federico García Lorca, regia di Mario Ferrero, trasmessa il 21 giugno 1963

## Doppiatore

### Cinema
- C. Aubrey Smith in Tarzan l'uomo scimmia, I lancieri del Bengala, Giulietta e Romeo, I Lloyds di Londra, Il prigioniero di Zenda, Rebecca - La prima moglie, Il dottor Jekyll e Mr. Hyde, Gli invincibili
- Sig Ruman in Vogliamo vivere!, Bernadette, Notte e dì, Il mago Houdini, Stalag 17, Bianco Natale
- Frank Morgan in Il mago di Oz, Le bianche scogliere di Dover, I tre moschettieri, Il ritorno del campione
- Ray Collins in L'orgoglio degli Amberson, La valle della vendetta, La gang
- Lionel Barrymore in La vita è meravigliosa, Duello al sole, L'isola di corallo
- Jay C. Flippen in Winchester '73, Il selvaggio, Terra lontana, Il pilota razzo e la bella siberiana
- Nigel Bruce in La carica dei seicento, Luci della ribalta
- Henry Hull in Jess il bandito, Sangue caldo
- Frank Ferguson in Johnny Guitar, Dove la terra scotta
- James Hayter in Il corsaro dell'isola verde, Lord Brummel
- Charles Coburn in In questa nostra vita, Rapsodia in blu
- Robert Benchley in Frutto proibito
- Thomas Mitchell in Ombre rosse
- Charles Laughton in Il caso Paradine
- Alexander Lockwood in Intrigo internazionale
- Victor Kilian in Alba fatale
- Felix Aylmer in Quo vadis
- Alan Hale in Le avventure di Don Giovanni, L'ispettore generale
- Alan Mowbray in Il capitano di Castiglia
- Eugene Pallette in Il cielo può attendere
- Fredric March in Il dottor Jekyll
- Rod Brasfield in Un volto nella folla
- Bobby Watson in Cantando sotto la pioggia
- James Finlayson in I fanciulli del West
- Russell Simpson in Furore
- Thomas Gomez in Sombrero
- Robert Greig in Lady Eva
- Howard Freeman in I gangsters
- Ralph Truman in L'isola del tesoro
- Charley Grapewin in La storia del generale Custer
- Barry Jones in La scarpetta di vetro
- Warren MacGregor in Destinazione... Terra!
- Fred Allen in Matrimoni a sorpresa
- George Bancroft in Giubbe rosse
- Raymond Walburn in Lo stato dell'Unione
- Reginald Owen in Gran Premio, Monsieur Beaucaire
- Lionel Jeffries in Brama di vivere
- Sam Jaffe in Orizzonte perduto
- Alfonso Bedoya in Il tesoro della Sierra Madre
- Paul Harvey in Una pallottola per Roy, Ciao amici!, Aprile a Parigi
- Emile Meyer in Il cavaliere della valle solitaria
- Claude Gillingwater in Il prigioniero dell'isola degli squali
- Miguel Inclán in Il massacro di Fort Apache
- Hank Worden in I dannati e gli eroi
- Gabby Hayes in Lo sceriffo di Mesa Grande
- Chill Wills in L'uomo del West
- Finlay Currie in Ivanhoe, Il ribelle d'Irlanda
- Leo G. Carroll in Le nevi del Chilimangiaro
- Will Wright in Niagara
- Cecil Kellaway in Kim
- James Westerfield in Fronte del porto
- André Alerme in Ecco la felicità!, La kermesse eroica
- Cesare Fantoni in La fornarina
- Oreste Bilancia in Taverna rossa
- Domenico Viglione Borghese in L'abito nero da sposa
- Cesco Baseggio in Per uomini soli
- Lando Muzio in Condottieri
- Harry Shannon in La guida indiana
- Aristide Garbini in Il Passatore
- Armando Migliari in Luna di miele
- Carlo Ninchi in Il marito
- Rafael Calvo in Marcellino pane e vino
- George Hassell in Capitan Blood
- Frank McGlynn, Sr. in Frontiere selvagge
- Oscar Andriani in Ulisse
- John Wray in Sono innocente
- Billy Gilbert in La taverna dei sette peccati
- Henry Stephenson in Due ragazze e un marinaio
- Xavier Cugat in Due ragazze e un marinaio
- Lewis Martin in La freccia insanguinata
- Irving Bacon in La giostra umana
- Walter Brennan in La grande sfida
- Clarence Kolb in La costola di Adamo
- Carlo Marrazzini in Napoli piange e ride
- Griff Barnett in Amore sotto i tetti
- Charles Trowbridge in Bill sei grande!
- Wallace Beery in Cuori in burrasca
- Berton Churchill in La dama e il cowboy
- Burl Ives in La valle dell'Eden
- Charles Winninger in Tre ragazze in gamba[1]
- Loris Gizzi ne Il segreto inviolabile

### Film d'animazione
- Dotto in Biancaneve e i sette nani (doppiaggio originale del 1938)
- Corvo 4 in Dumbo - L'elefante volante
- Amico Gufo in Bambi (doppiaggio originale del 1948)
- Narratore ne I tre caballeros
- Califfo Oman in La rosa di Bagdad
- Giac in Cenerentola (doppiaggio originale del 1950)